# Marco Santoro
Marco Santoro (Napoli, 15 ottobre 1949 – Roma, 6 gennaio 2017) è stato un bibliografo e critico letterario italiano.

## Biografia
Nato a Napoli nel 1949, allievo di Salvatore Battaglia, dopo essersi laureato nel 1971 presso l'Università degli Studi di Napoli Federico II con una tesi su Cesare Pavese, ha prima vinto un assegno di ricerca e poi un contratto di ricerca presso la cattedra di Bibliografia sotto la guida di Renzo Frattarolo. Dopo avere insegnato Bibliografia e biblioteconomia presso l’Ateneo partenopeo, essendo risultato vincitore del concorso a cattedre di prima fascia indetto nel 1984, è stato chiamato come professore ordinario di Bibliografia presso la Sapienza - Università di Roma nel 1986, dove gli è stato anche affidato ininterrottamente dal 1996 l’insegnamento di Storia dell’editoria. Dal 2005 al 2007 ha diretto il Dipartimento di Scienze del libro e del documento del medesimo Ateneo. Dal 2007 al 2012 è stato coordinatore del dottorato di ricerca in “Scienze librarie e documentarie” della Sapienza e nel 2012 coordinatore del dottorato di ricerca in “Scienze documentarie, linguistiche e letterarie”. Dall’anno accademico 2013/2014 al 2016/2017 ha insegnato Storia dell’editoria presso Università degli Studi "Suor Orsola Benincasa" di Napoli.
Dopo essersi occupato per lo più di critica letteraria, da Pavese al romanzo italiano del Seicento ecc, si è successivamente occupato prevalentemente di storia del libro, approdando alla realizzazione della celebre Storia del libro italiano e sollecitando anche in Italia un rinnovato interesse nei confronti dei corredi paratestuali delle pubblicazioni a stampa, in specie di quelle rinascimentali. È stato il promotore/coordinatore di un progetto nazionale Prin sul “dintorni” del testo e fondatore nel 2003 della rivista annuale «Paratesto». Autore di importanti opere, studi e manuali di bibliografia, si è costantemente impegnato nell’approfondimento della realtà rinascimentale napoletana, investigata sotto molteplici aspetti, in specie sotto quello editoriale, senza trascurare di investigare alcuni importanti esponenti della letteratura italiana novecentesca (Cesare Pavese, Michele Prisco, Elsa Morante, ecc.).
Membro dei Consigli scientifici e collaboratore di varie riviste italiane e straniere, ha diretto il trimestrale «Esperienze Letterarie» (Pisa-Roma, Fabrizio Serra), l'annuale «Paratesto» (Pisa-Roma, Fabrizio Serra) e «Rinascimento meridionale» (Napoli, Paolo Loffredo). Ha diretto dal 1995 al 2000 il trimestrale «Accademie e biblioteche d'Italia» (Roma, Palombi) e dal 1991 al 2012 i «Nuovi Annali della Scuola Speciale per Archivisti e Bibliotecari» (Firenze, Olschki).
Già componente il Consiglio Nazionale per i Beni Culturali e Ambientali, il Comitato di Settore per i Beni Librari e il Comitato scientifico per i Beni archivistici, Accademico Pontaniano, Accademico dell'Arcadia, socio della Società Napoletana di Storia Patria, giornalista pubblicista, già Presidente della “Società italiana di Scienze bibliografiche e biblioteconomiche” fino al 2012, è stato dal 2012 al 2017 Presidente dell'Istituto Nazionale di Studi sul Rinascimento Meridionale.
Ha fondato nel 2000 il sito di riviste di italianistica www.italinemo.it, che dirige fin dalla nascita.
È stato Coordinatore nazionale del progetto Cofin 2003 “Oltre il testo: dinamiche storiche paratestuali nel processo tipografico-editoriale in Italia” (2003-2005), del Progetto Prin 2005 “Testo e immagine nell'editoria italiana del Settecento” (2005-2007) e del progetto PRIN 2008 “Mobilità dei mestieri del libro in Italia fra Quattrocento e Seicento”. Relatore di numerosi cicli seminariali in Italia e all'estero (Argentina, Brasile, Ecuador, Francia, Germania, Inghilterra, Irlanda, Portogallo, Spagna, USA, Venezuela), “Visiting professor distinguido” presso l’Università Complutense di Madrid nel 2008 (dal febbraio ad aprile), docente presso il Middlebury College nel 1990, 1999, 2001, 2003 e 2005, è stato autore di molteplici contributi critici di storia del libro, di bibliografia, di storia della lettura e di critica letteraria apparsi in riviste specializzate, in atti di convegni e in miscellanee.

## Opere

### Libri
- Materiali per uno studio della letteratura italiana, Napoli, SEN, 1979
- La Biblioteca Oratoriana di Napoli, Napoli, SEN, 1979
- Foscolo e la cultura meridionale, Napoli, SEN, 1980
- “La più stupenda e gloriosa macchina”. Il romanzo italiano del sec. XVII, Napoli, SEN, 1981
- Vocabolario biblio-tipografico, Ravenna, Longo, 1982 (con Renzo Frattarolo)
- La stampa a Napoli nel Quattrocento, Napoli, Istituto Nazionale di Studi sul Rinascimento Meridionale, 1984
- Le secentine napoletane della Biblioteca Nazionale di Napoli, Roma, Istituto Poligrafico e Zecca dello Stato, 1986
- Biblioteche anno zero?, Napoli, De Dominicis, 1987
- Il libro a stampa. I primordi, Napoli, Liguori, 1990
- La stampa in Italia nel Cinquecento, Roma, Bulzoni, 1992
- Lettura scuola biblioteca, Roma, Bulzoni, 1992
- Storia del libro italiano. Libro e società in Italia dal Quattrocento al Novecento, Milano, Bibliografica, 1994
- Libri/quotidiani. I termini dell’intesa, Napoli, Liguori, 1998
- Libri, edizioni, biblioteche tra Cinque e Seicento, Manziana, Vecchiarelli, 2002
- (DE)  Geschichte des Buchhandels in Italien, Wiesbaden, Harrassowitz, 2003
- Dante, Petrarca, Boccaccio e il paratesto, con la collaborazione di Michele Carlo Marino e Marco Pacioni, Roma, Edizioni dell'Ateneo, 2006
- Uso e abuso delle dediche. A proposito del Della dedicatione de’ libri di Giovanni Fratta, Roma, Edizioni dell'Ateneo, 2006
- Storia del libro italiano. Libro e società in Italia dal Quattrocento al Novecento, Milano, Bibliografica, 2008
- Materiali per una bibliografia degli studi sulla storia del libro italiano con la collaborazione di Samanta Segatori e Valentina Sestini, Pisa-Roma, Fabrizio Serra, 2008
- Lezioni di bibliografia, Milano, Bibliografica, 2012
- I Giunta a Madrid, Pisa-Roma, Fabrizio Serra, 2013
- ha curato, insieme a Bruna Bianchi, l'edizione anastatica (Napoli, ESI, 1999) del Trattato del vino e aceto di Giovanni Flavio Bruno edito a Napoli nel 1591
- Ha coordinato il Dizionario degli editori, tipografi, librai itineranti in Italia tra Quattrocento e Seicento,  Pisa-Roma, Fabrizio Serra Editore, 2013, in 3 volumi, in curatela insieme con Rosa Marisa Borraccini, Giuseppe Lipari, Carmela Reale e Giancarlo Volpato

### Miscellanee
- Le riviste di italianistica nel mondo. Atti del Convegno internazionale (Napoli, 23-25 novembre 2000), Roma-Pisa, IEPI, 2002
- Le carte aragonesi. Atti del Convegno internazionale (Ravello, 3-4 ottobre 2002), Roma-Pisa, IEPI, 2004
- I dintorni del testo. Approcci alle periferie del libro. Atti del Convegno internazionale (Roma-Bologna, 15-19 novembre 2004), Roma, Edizioni dell’Ateneo, 2005
- Valla e Napoli. Il dibattito filologico in età umanistica. Atti del Convegno internazionale (Ravello, 22-23 settembre, 2005), Pisa-Roma, IEPI, 2007
- Pomeriggi rinascimentali, Pisa-Roma, Fabrizio Serra, 2008
- Testo e immagine nell’editoria del Settecento. Atti del Convegno (Roma, 26-28 febbraio 2007), Fabrizio Serra, 2008
- Nel mondo dei libri, Manziana, Vecchiarelli, 2010
- La donna nel Rinascimento meridionale. Atti del Convegno internazionale (Roma, 11-13 novembre 2009), Pisa-Roma, Fabrizio Serra, 2010
- Mobilità dei mestieri del libro tra Quattrocento e Seicento. Atti del Convegno internazionale (Roma, 14-16 marzo 2012), Pisa-Roma, Fabrizio Serra, 2013
- La “mirabile” natura. Magia e scienza in Giovan Battista Della Porta (1615-2015). Atti del Convegno internazionale (Napoli-Vico Equense, 13-17 ottobre 2015), Pisa-Roma, Fabrizio Serra, 2016